# سليم ياسين
سليم سعيد ياسين (10 أكتوبر 1937 - 6 مارس 2016) كان اقتصادي سوري ونائب رئيس وزراء سابق للشؤون الاقتصادية.

## النشأة والتعليم
ولد ياسين في اللاذقية في 10 أكتوبر 1937. حصل على درجة البكالوريوس من جامعة دمشق في عام 1960. حصل على درجة الماجستير في الاقتصاد من جامعة كولورادو في عام 1963 والدكتوراه في عام 1965.

## المسيرة المهنية
بعد التخرج بدأ ياسين بالعمل كمدير لمركز بترول اللاذقية في عام 1960 وخدم هناك لمدة عام واحد. من عام 1961 إلى عام 1965 عمل كموظف مدني. ثم عمل أستاذا مساعدا للاقتصاد في جامعة حلب من 1966 إلى 1970. تم تعيينه نائبا لعميد كلية التجارة في الجامعة نفسها واستمرت فترة ولايته من 1967 إلى 1969. شغل منصب الرئيس بالنيابة لجامعة حلب من 1969 إلى 1970. ثم أصبح أستاذا مشاركا في الاقتصاد ورئيس جامعة اللاذقية حيث خدم من 1971 إلى 1978. عين وزير النقل من 1978 إلى 1980 ثم وزير التخطيط من 1980 إلى 1981. بعد ذلك تم تعيينه وزيرا للاقتصاد والتجارة الخارجية وشغل المنصب في الفترة من 1981 إلى 1985.
عين ياسين نائبا لرئيس الوزراء في عام 1985. منذ استقالة عبد الرؤوف الكسم تم تشكيل حكومة جديدة في 2 نوفمبر 1987 وتم تعيين محمود الزعبي رئيسا للوزراء. احتفظ ياسين بمنصبه مع نائبين رئيسيين آخرين هما مصطفى طلاس ومحمود قدور. استمر ياسين في منصبه حتى مارس 2000 وحل محله خالد رعد. ثم عاد ياسين إلى وظيفة التدريس في جامعة دمشق. بعد وفاة حافظ الأسد أصبح عضوا في القيادة الإقليمية لحزب البعث في يونيو 2000.

### الجدل
في يونيو 2000 ألقي القبض على ياسين وسجن بتهمة الاختلاس التي اتهم بها رئيس الوزراء السابق محمود الزعبي. كما تم تجميد أصول أسرته من قبل الحكومة. ثم أطلق سراحه في نوفمبر 2000. ومع ذلك في 8 ديسمبر 2001 حكم على وزير النقل السابق مفيد عبد الكريم بالسجن عشر سنوات وغرامة قدرها 240 مليون دولار أمريكي.